# Обухов, Георгий Тихонович
Георгий Тихонович Обухов (род. 24 октября 1938, Ростов-на-Дону, РСФСР, СССР) — советский и российский актёр театра, народный артист Российской Федерации (2000). Почётный гражданин города Барнаула (2023).

## Биография
Родился 24 октября 1938 года в городе Ростове-на-Дону. Окончил театральную студию при Ростовском театре кукол в 1959 году, в 1981 году — Алтайский государственный институт искусств и культуры.
Творческую деятельность начал на сцене Ростовского театра кукол, работал в Ростовском драматическом театре им. Ленинского Комсомола.
В Алтайский краевой театр драмы впервые был принят в январе 1962 года. А с августа 1968 года служит в Краевом театре драмы бессменно.
В 1981 году Георгий Тихонович стал дипломированным режиссёром — получил без отрыва от сцены высшее образование в Алтайском государственном институте культуры.
Указом Президиума Верховного Совета РСФСР за высокие сценические достижения в 1988 году Георгию Тихоновичу Обухову было присвоено почетное звание «Заслуженный артист РСФСР».
В 2000 году за выдающиеся достижения в театральном искусстве Георгий Тихонович Обухов был удостоен высокого звания «Народный артист Российской Федерации».
За более чем 50-летний стаж в краевом театре драмы создал почти 300 сценических образов.